# Kantosi (Sprache)
Das Kantosi (auch Kantonsi, Yare, Yarsi und Dagaare-Dioula) ist eine vom Aussterben bedrohte ghanaische Sprache mit nur noch 2.300 Sprechern (2003 GILLBT) inklusive 280 bis 400 Sprechern im Sandema District, wahrscheinlich etwa 280 in Kpaliwongo. Sie ist die Muttersprache des Kantosi-Volkes.
Im zentralen Norden Ghanas, dem Sandema District, am Rande des Bulsa (Buli) Sprachraumes. Andere Siedlungen sind in der Nähe von Wa, in Navrongo, Bolgatonga, Nalerigu und Kpaliwogo.
Die Kantosi nennen Kpaliwongo, ein Dorf südöstlich der Funsi (Upper West Region), den Ort ihrer Herkunft. Kantosi wird auch in Burkina Faso gesprochen.
Kantosi weist ein Näheverhältnis zu Kamara, Farefare und Dagbani auf.